# Melleck
Melleck ist ein Gemeindeteil der Gemeinde Schneizlreuth im oberbayerischen Landkreis Berchtesgadener Land.

## Geographie
Das Dorf liegt direkt an der Grenze zum Salzburger Pinzgau und ist baulich mit dem Ortsteil Ristfeucht nahezu verbunden. Die Einfahrt in die Bundesstraße 21 ist vom Ortsrand nur etwa 500 m entfernt.

## Geschichte
Die Mautstation Melleck wurde 1219 erstmalig erwähnt. In der Zeit der Befreiungskriege um Salzburg und Tirol versteckte sich der Freiheitskämpfer Josef Speckbacher in Melleck. Das Dorf war bereits vor der Gebietsreform in Bayern in den 1970er Jahren ein Gemeindeteil von Schneizlreuth.